# Polislegitimation

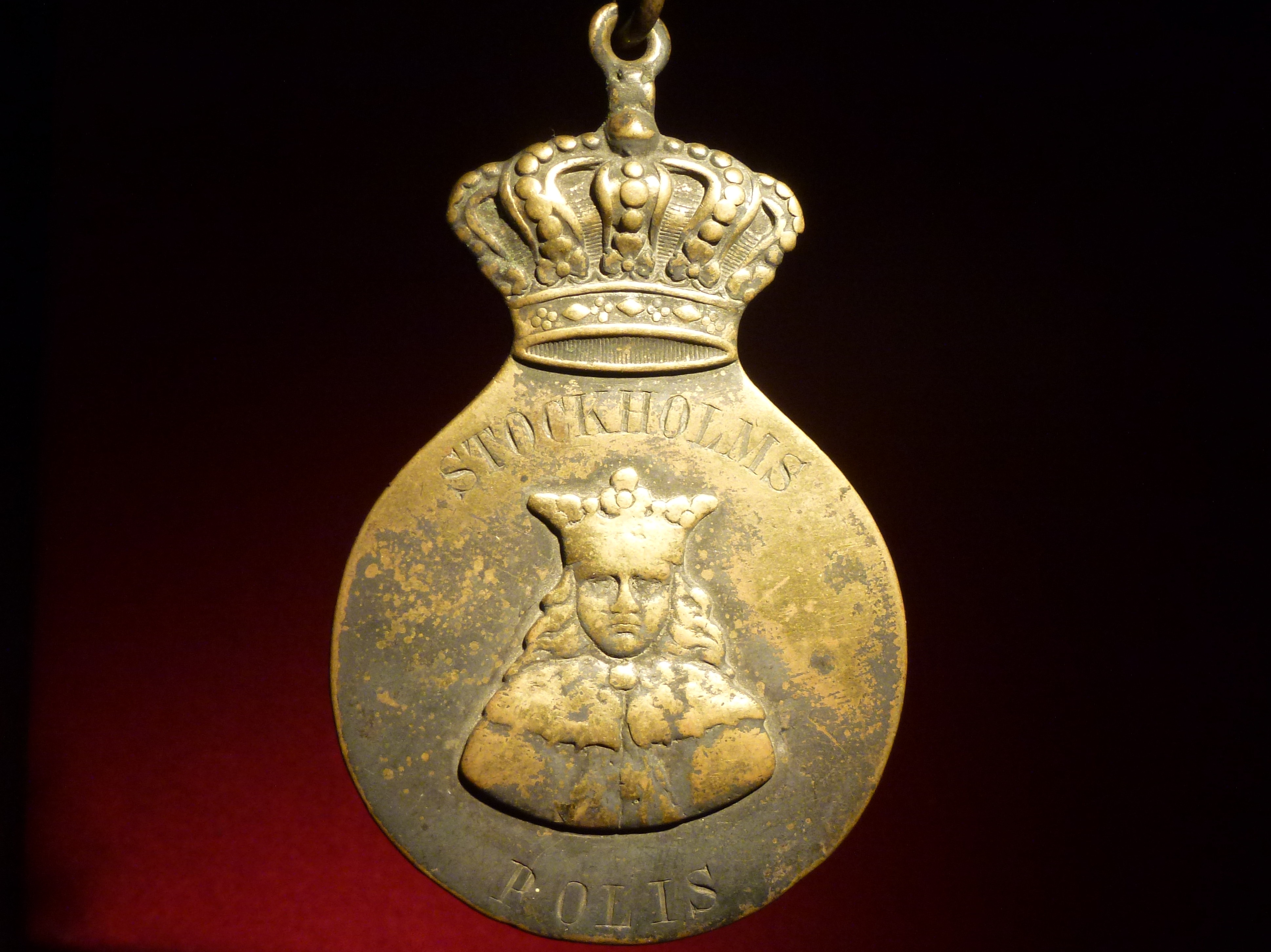
En polisbricka för Stockholmspolisen, 1800-tal (på Stockholms stadsmuseum).

Polislegitimation är ett uttryck för polisens tjänstekort. En missvisande benämning då det inte finns något lagrum som påbjuder legitimation i den bemärkelse som ligger till grund för andra yrkesområdens yrkeslegitimation.

## Etymologi
Legitim från mitten 1400-talet, lagenligt född/avlad, från mellanfranska legitimer och direkt från medeltida latinska legitimatus av legitimare göra laglig, förklarar sig vara laglig, från latin legitimus laglig ursprungligen fastställt i lag, i linje med lagstiftningen, från lex (genitiv legis) law  (se laglig). Överfört med innebörden äkta, genuin, verklig, dokumenterat från 1550-talet. Relaterat ord laglig. polis är från 1530-talet med innebörden politik, policy, via mellan franska polis 1400-talet. Från latinets politia civil förvaltning, från grekiska polis, πόλις, som betyder stad. Fram till mitten av 1800-talet används ordet i England för civil administration, i betydelsen administration av den allmänna ordningen.